# Uwe Bein
Uwe Bein (Heringen, 1960. szeptember 26. –) világbajnok német labdarúgó, középpályás.

## Pályafutása

### Klubcsapatban
1968-ban a TSV Lengers csapatában kezdte a labdarúgást. 1975 és 1978 között a VfB Heringen korosztályos csapataiban játszott. 1978 és 1984 között a Kickers Offenbach labdarúgója volt. Itt mutatkozott be az élvonalban az 1983–84-es szezonban. 1984 és 1987 között az 1. FC Köln, 1987 és 1989 között a Hamburger SV, 1989 és 1994 között az Eintracht Frankfurt játékosa volt. Összesen 30 Bundesliga mérkőzésen szerepelt és 91 gólt szerzett. 1994-ben Japánba, az Urava Red Diamonds egy& uuml;tteséhez szerződött Guido Buchwalddal együtt. Az 1997–98-as idényre hazatért és a VfB Gießen csapatában fejezte be az aktív labdarúgást.

### A válogatottban
1989 és 1993 között 17 alkalommal szerepelt a német válogatottban és három gólt szerzett. Tagja volt az 1990-es világbajnok csapatnak Olaszországban. 1993-ban visszavonult a válogatottságtól. 1983-ban kétszer játszott az NSZK olimpiai csapatában.

## Sikerei, díjai
NSZK
- Világbajnokság
  - világbajnok: 1990, Olaszország

 1. FC Köln
- Nyugatnémet bajnokság (Bundesliga)
  - 3.: 1984–85
- UEFA-kupa
  - döntős: 1985–86

 Eintracht Frankfurt
- Német bajnokság (Bundesliga)
  - 3.: 1989–90, 1991–92, 1992–93